# Caverna de Les Trois-Frères

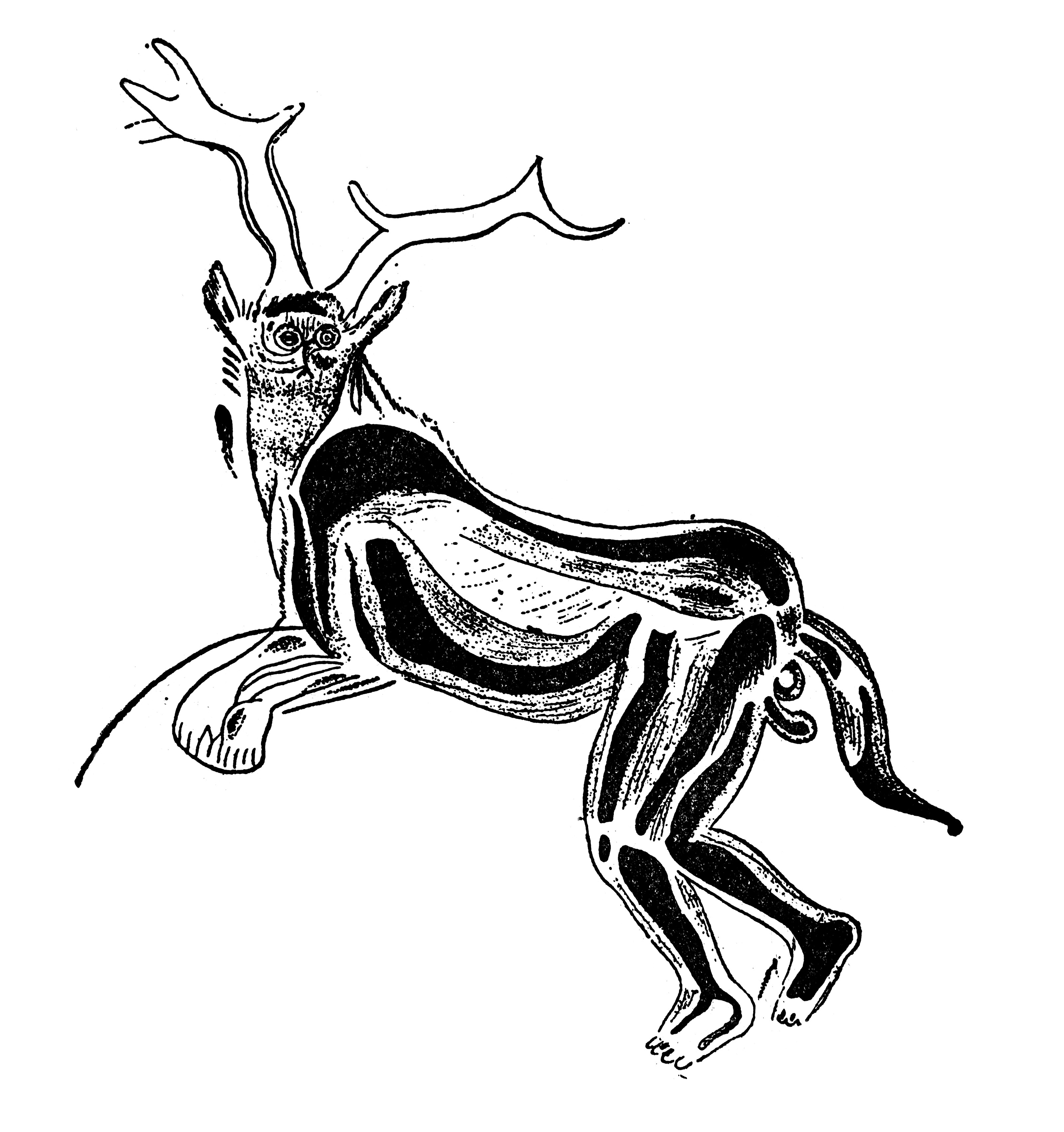
O Feiticeiro

A Caverna de Les Trois-Frères é uma caverna decorada do Paleolítico Superior, na qual foram descobertas numerosas figurações parietais que datam do período Magdaleniano. Faz parte da rede de  cavernas decoradas da região pirenaico-cantábrica.

## Localização
Fica na França, na região de Midi-Pyrénées, no departamento de Ariège, no município de Montesquieu-Avantès. Localizada a uma altitude de 465 m, é vizinha da caverna de Tuc d'Audoubert, da mesma época, na qual apareceram numerosos objetos de arte móvel, e com a qual forma um complexo de cavernas, devido em parte ao rio Volp.

## História arqueológica
A caverna deve o seu nome aos três irmãos (em francês trois frères) Max, Jacques e Louis, filhos do conde Henri Bégouën, que descobriram a entrada da caverna a 20 ou 21 de Julho de 1914.
As pinturas parietais desta cova tornaram-se famosas com as publicações do Abade Henri Breuil.

## Representações humanoides
Les Trois-Frères é célebre entre outros detalhes pela representação parietal de dois seres meio humanos e meio animais, muito raros na arte rupestre. 

### O "Pequeno Feiticeiro"
O primeiro apresenta simultaneamente as características de um humano e de um bisão. Tem sido denominado o «pequeno feiticeiro com arco musical», ainda que Siegfried Giedion interpreta que é um instrumento tubular de vento, pois pareça tocar esse instrumento. A figura humanoide, de uns 30 cm de altura, tem cabeça de bisão, pernas humanas e braços terioformes com mãos como pezunhos. Parece avançar dançando, por trás de animais híbridos: um cervo de patas talvez de palmípede e um bisão com quartos traseiros de cervídeo fêmea, e que revira a cabeça como se olhasse para o feiticeiro.

### O bisão-humanoide
Trata-se de uma representação encontrada próxima ao "Pequeno feiticeiro", apenas a um metro de distância. A figura amostra cabeça (virada para o lombo) de bisão, embora a testa seja humana, assim como os quartos traseiros e  joelhos, porém os cascos são de bisão e sexo humano.

### O "Grande Feiticeiro"
Para o segundo, as interpretações sucessivas têm-no identificado como um feiticeiro a praticar um rito mágico e tem sido alcunhado como o "Grande Feiticeiro", ou, alternativamente, um deus dos animais, pelo qual foi denominado o « deus chifrudo » (le dieu cornu), ou mesmo foi visto como um xamã em transe.
O Grande Feiticeiro fica no mais profundo da gruta, numa passagem estreita e dissimulada, mas sobre altura dominante. Mede cerca de 75 cm de altura, realizado com técnica de gravura e pintura negra. Figura com cabeça de cervídeo com poderosa galhadura, face como de mocho, orelhas de lobo e barba de rebeco. Os braços, em atitude semi-erguida, seriam de urso, enquanto porta um rabo de cavalo ou de raposa.Leroi-Gourhan indica que tem cara de pássaro e sexo disposto como o dum felino. Apenas as pernas, o órgão sexual e a disposição o identificam como humano. Para Giedion, que o chama de "o feiticeiro", está a executar uma dança ritual de encantamento, e pelo seu disfarce multi-animalístico compara-o com o desenho de um xamã tungus siberiano, realizado em 1705, que reproduz que vai vestido com toucado de chifres de cervo, pés e mãos com garras de urso e coberto o corpo com uma pele indeterminada, ao tempo que dança e toca um tambor. A Giedion chama a atenção a barba incipiente do xamã tungus, e acaba por se perguntar se estamos ante as origens do xamanismo, embora assegure que faltam os elos intermédios na cadeia do tempo entre uma e outra época. 